# Nowy cmentarz żydowski w Kraśniku
Nowy cmentarz żydowski w Kraśniku – nekropolia żydowska znajdująca się przy ulicy Szewskiej w Kraśniku. 
Data założenia cmentarza nie jest znana; być może miało to miejsce w XIX wieku. W czasie II wojny światowej został zdewastowany przez Niemców.
Nekropolia ma powierzchnię 1,82 ha.